# Лавриненко, Анатолий Анатольевич
Анатолий Анатольевич Лавриненко (род. 20 апреля 1953) — комбайнёр сельскохозяйственного общества «Колос», Херсонская область, Герой Украины (2001).

## Биография
Родился 20 апреля 1953 года в с. Ивановка (ныне Миролюбовка), Нововоронцовского района Херсонской области.
Окончил Никопольский техникум сельского хозяйства (1974—1977), специальность техник-механик.
- В 1971—1973 годах служил в Советской Армии в Закавказском военном округе кинологом.
- С 1974 года работал в колхозе «Большевик» (ныне сельскохозяйственное товарищество «Колос») Высокопольского района Херсонской области.

Член Социалистической партии Украины. Депутат Высокопольского районного совета (c 2006 года).

## Награды и премии
- Герой Украины (13.11.2001, за многолетний самоотверженный хлеборобский труд, достижение высоких показателей в уборке зерновых культур).
- Награждён советскими орденами «Знак Почёта» (1977) и Трудового Красного Знамени (1986).
- Бронзовая и золотая медали ВДНХ СССР.
- Почётная Грамота Президиума Верховного Совета УССР (1987).